# René Adler
René Adler (15. ledna 1985, Lipsko, Německá demokratická republika) je bývalý německý fotbalista, který nastupoval za německé týmy Bayer Leverkusen, Hamburger SV a FSV Mainz na postu brankáře. Pravonohý Adler odehrál i několik zápasů za reprezentaci.

## Klubová kariéra
Součástí kádru Bayeru Leverkusen byl již od mládežnického věku a během několika let se propracoval do pozice brankářské jedničky.

## Reprezentační kariéra
Po smrti Roberta Enkeho a ukončení reprezentační kariéry Jense Lehmanna se Adler stal německým brankářem číslo jedna pár měsíců před světovým mistrovstvím pořádaném Jihoafričany. „Bylo to nejtěžší rozhodnutí mého života," řekl Adler, když nedlouho před šampionátem prozradil, že o něj z důvodu podstoupení operace žebra přijde.

## Úspěchy
Bayer Leverkusen
- Bundesliga
  - 3. místo (2003/04)
  - 4. místo (2009/10)
- DFB-Pokal
  - 2. místo (2008/09)

Německo
- Mistrovství Evropy
  - 2. místo (2008)